# Spharagemon equale
Spharagemon equale är en insektsart som först beskrevs av Thomas Say 1825.  Spharagemon equale ingår i släktet Spharagemon och familjen gräshoppor. Inga underarter finns listade i Catalogue of Life.